# الاتحاد الاقتصادي الأوروآسيوي
الاتحاد الاقتصادي الأوراسي (بالروسية: Евразийский экономический союз) هو اتحاد اقتصادي للدول التي تقع في وسط آسيا وشمالها وفي أوروبا الشرقية. وقّع قادة بيلاروسيا وكازاخستان وروسيا معاهدة الاتحاد الاقتصادي الأوراسي في 29 مايو عام 2014، ودخلت حيّز التنفيذ في 1 يناير عام 2015. أُبرمت معاهدات انضمام أرمينيا وقيرغيزستان إلى الاتحاد الاقتصادي الأوراسي في 9 أكتوبر و 23 ديسمبر من عام 2014 على التوالي. دخلت معاهدة انضمام أرمينيا حيّز التنفيذ في 2 يناير عام 2015. دخلت معاهدة انضمام قيرغيزستان حيّز التنفيذ في 6 أغسطس عام 2015، وهي التي شاركت في اجتماعات الاتحاد الاقتصادي الأوراسي بوصفها دولةً مراقبة.
يمتلك الاتحاد الاقتصادي الأوراسي سوقًا موحدة متكاملة تضم 180 مليون شخص ويزيد ناتجها المحلي الإجمالي عن 5 تريليون دولار أمريكي. يشجع الاتحاد الاقتصادي الأوراسي حرية حركة السلع والخدمات، ويوفر سياسات مشتركة في مجال الاقتصاد الكلي، والنقل، والصناعة، والزراعة، والطاقة، والتجارة الخارجية، والاستثمار، والجمارك، والتنظيم التقني، والمنافسة، وتنظيم مكافحة الاحتكار. وضعت الدول الأعضاء في الاتحاد تصورًا لعملة موحدة ومزيدٍ من التكامل في المستقبل. يعمل الاتحاد من خلال المؤسسات فوق الوطنية والحكومية الدولية. المجلس الاقتصادي الأوراسي الأعلى هو الهيئة العليا للاتحاد، ويتألف من رؤساء الدول الأعضاء، بينما يمثل المستوى الثاني من المؤسسات الحكومية الدولية المجلس الحكومي الدولي الأوراسي (يتكون من رؤساء حكومات الدول الأعضاء). يجري العمل اليومي للاتحاد الاقتصادي الأوراسي من خلال اللجنة الاقتصادية الأوراسية، وهي الهيئة التنفيذية للاتحاد. هناك أيضًا هيئة قضائية هي محكمة الاتحاد الاقتصادي الأوراسي.

## التاريخ

### الاقتراح
في تسعينيات القرن العشرين، ضعفت روسيا ومعها جمهوريات آسيا الوسطى اقتصاديًا، وواجهت انخفاضات في ناتجها المحلي الإجمالي. خضعت الدول الأعضاء في الاتحاد لإصلاحات اقتصادية واعتمدت الخصخصة. بدأت عملية التكامل الأوراسي مباشرة بعد تفكك الاتحاد السوفيتي. عندما بدأ اتحاد الجمهوريات الاشتراكية السوفيتية بالسقوط في عام 1991، وقّع رؤساء بيلاروسيا وكازاخستان وروسيا للجمهوريات المؤسسة على اتفاقات بيلوفيزا في 8 ديسمبر عام 1991، وأعلنوا أن الاتحاد السوفيتي قد انتهى وستحل مكانه رابطة الدول المستقلة.
في عام 1994، وخلال خطابه في جامعة موسكو الحكومية، اقترح الرئيس الأول لكازاخستان نور سلطان نزارباييف فكرة إنشاء «الاتحاد الأوراسي» بوصفه كتلة تجارية إقليمية لوصل الاقتصادات النامية في أوروبا وشرق آسيا والاستفادة منها. تمثلت رؤيته بتبسيط حرية تدفق البضائع عبر أوراسيا. سرعان ما نُظر إلى الفكرة على أنها وسيلة لتعزيز التجارة والاستثمار في آسيا الوسطى وأرمينيا وبيلاروسيا، وتعمل مكملةً للشراكة الشرقية.

### المعاهدات التأسيسية (1990s)
خلال التسعينيات من القرن العشرين، كانت عملية التكامل الأوراسي بطيئة، ربما بسبب الأزمة الاقتصادية التي حلّت بعد تفكك الاتحاد السوفيتي وحجم البلدان المعنية (تغطي روسيا وبيلاروسيا وكازاخستان مساحة تُقدَّر بنحو 20 مليون كيلومتر مربع). نتيجة لذلك، وقّعت الدول الأعضاء تدريجيًا على العديد من المعاهدات لإنشاء الكتلة التجارية الإقليميةً.
في عام 1995، وقعت بيلاروسيا، وكازاخستان، وروسيا، والدول المنضمة في وقت لاحق، قرغيزستان وطاجيكستان، على الاتفاقيات الأولى بشأن إنشاء اتحاد جمركي. كان الغرض من هذا الاتحاد تمهيد الطريق تدريجيًا لإنشاء حدود مفتوحة دون ضوابط على جوازات السفر بين الدول الأعضاء.
في عام 1996، وقعت بيلاروسيا، وكازاخستان، وروسيا، وقيرغيزستان معاهدة زيادة التكامل في المجالين الاقتصادي والإنساني لبدء التكامل الاقتصادي بين البلدان للسماح بإنشاء أسواق مشتركة للسلع والخدمات ورؤوس الأموال، بالإضافة إلى العمل على تطوير أنظمة نقل وطاقة ومعلومات موحدة بين الدول الأعضاء.
في عام 1999، وقعت بيلاروسيا، وكازاخستان، وروسيا، وقيرغيزستان، وطاجيكستان معاهدة الاتحاد الجمركي والفضاء الاقتصادي الموحد عبر توضيح الأهداف والسياسات التي ستتبعها الدول من أجل تشكيل الاتحاد الجمركي الأوراسي والفضاء الاقتصادي الموحد.

### المجموعة الاقتصادية الأوراسية (2000-2014)
لتعزيز المزيد من التكامل الاقتصادي والمزيد من التعاون، أنشأت بيلاروسيا، وكازاخستان، وروسيا، وقيرغيزستان، وطاجيكستان المجموعة الاقتصادية الأوراسية في عام 2000، لتنضم إليها أوزبكستان في عام 2006. أسست المعاهدة سوقًا مشتركة للدول الأعضاء فيها. أُسست المجموعة الاقتصادية الأوراسية على شاكلة المجموعة الاقتصادية الأوروبية. كان لدى المجموعتين عدد سكان مماثل، 171 مليون و 169 مليون نسمة على التوالي.
وقعت بيلاروسيا، وكازاخستان، وروسيا، وأوكرانيا معاهدة لإنشاء فضاء اقتصادي موحّد في عام 2003، وأُبرم في عام 2004، لكن العملية توقفت بعد الثورة البرتقالية.
في عام 2007، وقعت بيلاروسيا وكازاخستان وروسيا اتفاقية لإنشاء اتحاد جمركي بين الدول الثلاث.

### تأسيس الاتحاد الجمركي والسوق الموحدة (2010-2014)
تأسس الاتحاد الجمركي لبيلاروسيا وكازاخستان وروسيا (يُعرف الآن باسم الاتحاد الجمركي الأوراسي) في 1 يناير عام 2010. كانت أولويات الاتحاد الجمركي هي إلغاء التعريفات الجمركية داخل الكتلة، ووضع سياسة تعرفة خارجية مشتركة، وإزالة الحواجز غير الجمركية بين الدول الأعضاء. كان إطلاقه خطوة أولى نحو تشكيل سوق موحدة أوسع مستوحاة من الاتحاد الأوروبي، لكنها تضم الدول السوفيتية السابقة. خططت الدول الأعضاء لمواصلة التكامل الاقتصادي وأصبحت جاهزة لإزالة جميع الحدود الجمركية بينها بعد يوليو عام 2011.
في 1 يناير عام 2012، أنشأت الدول الثلاث الفضاء الاقتصادي الأوراسي الذي يضمن الأداء الفعال لسوق موحد للسلع، والخدمات، ورؤوس الأموال، والعمالة، ولوضع سياسات متماسكة للصناعة، والنقل، والسياحة، والزراعة. تضمن الاتفاق خارطة طريق للتكامل المستقبلي وأنشأ اللجنة الاقتصادية الأوراسية (على غرار المفوضية الأوروبية). تعمل اللجنة الاقتصادية الأوراسية باعتبارها وكالة تنظيمية لاتحاد الجمارك الأوراسي، والفضاء الاقتصادي الموحد، والاتحاد الاقتصادي الأوراسي.

### معاهدة الاتحاد الاقتصادي الأوراسي
في عام 2011، أعلن رئيس وزراء روسيا فلاديمير بوتين دعمه لفكرة نور سلطان نزارباييف لإنشاء اتحاد اقتصادي أوراسي. في 18 نوفمبر عام 2011، وقع رؤساء بيلاروسيا وكازاخستان وروسيا اتفاقية تحدد عام 2015 هدفًا لتأسيس الاتحاد الاقتصادي الأوراسي. شكلت الدول الأعضاء لجنة مشتركة لتعزيز العلاقات الاقتصادية وتوثيقها.
في 29 مايو عام 2014، وقع رؤساء كازاخستان وبيلاروسيا وروسيا معاهدة الاتحاد الاقتصادي الأوراسي، التي دخلت حيّز التنفيذ في 1 يناير عام 2015، وحضر رئيسا أرمينيا وقيرغيزستان في حفل التوقيع. صرح الرئيس الروسي فلاديمير بوتين قائلًا: «اليوم أنشأنا مركزًا قويًا وجذابًا للتنمية الاقتصادية، إنه سوق إقليمي كبير يوحّد أكثر من 170 مليون شخص». أكد السياسيون الكازاخستانيون أن الاتحاد الاقتصادي الأوراسي لم يكن يهدف إلى إنشاء كتلة سياسية، بل إلى إنشاء فضاء اقتصادي بحت. قال باكيتجان ساغنتاييف، النائب الأول لرئيس وزراء كازاخستان وكبير المفاوضين الكازاخستانيين: «نحن لا ننشئ منظمة سياسية. نحن نشكل اتحادًا اقتصاديًا بحتًا»، وأضاف: «إنها وسيلة عملية للحصول على منافع. لا نتدخل في ما تفعله روسيا على الصعيد السياسي، ولا يمكنهم أن يخبرونا عن السياسة الخارجية التي يجب علينا اتباعها». بحلول أكتوبر، حصلت المعاهدة على موافقة برلمانات الدول الثلاث. في 9 أكتوبر عام 2014، وُقعت معاهدة لتوسيع الاتحاد الاقتصادي الأوراسي لتنضم أرمينيا إليه. وقعت قيرغيزستان المعاهدة في 23 ديسمبر عام 2014، وأصبحت عضوًا في الاتحاد الأوراسي في 6 أغسطس عام 2015.

## مشاريع التكامل القائمة
حقق الاتحاد الجمركي الأوراسي تكاملًا اقتصاديًا جزئيًا بين الدول الثلاث، ويقال إن الاتحاد الاقتصادي الأوراسي يُعد استمرارًا لهذا الاتحاد الجمركي. ومع ذلك، فإن تأثير تلك الاتفاقية غير واضح، إذ انخفضت التجارة بين الدول الثلاث بنسبة 13% خلال العام الأول للاتفاقية.
يوفر عدد من المنظمات الإقليمية الأخرى الأساس لمزيد من التكامل: الاتحاد الروسي والبيلاروسي؛ ومنظمة معاهدة الأمن الجماعي المؤلفة من أرمينيا، وبيلاروسيا، وكازاخستان، وقيرغيزستان، وروسيا، وطاجيكستان؛ واتحاد الدول المستقلة التي تضم معظم دول الاتحاد السوفيتي السابق.

## التوسيع
صرح الرئيس الروسي فلاديمر بوتين بأن هدفه يكمن في توسيع الاتحاد الجمركي ليشمل جميع الدول السابقة في الاتحاد السوفيتي باستثناء دول البلطيق الثلاثة الأعضاء في الاتحاد الأوروبي. وفقًا لما ذكرته صحيفة الغارديان فإن خطة بوتين تكمن في جعل الاتحاد الأوراسي اتحادًا ما فوق وطني قوي مؤلف من دولٍ ذي سيادة على غرار الاتحاد الأوروبي وتوحيد الاقتصادات والأنظمة القانونية والخدمات الجمركية والقدرات العسكرية لتشكيل جسر واصل ما بين أوروبا وآسيا بهدف خلق توازن مع الاتحاد الأوروبي والولايات المتحدة.
أعلِن في شهر مايو من عام 2015 التوقيع على اتفاق للتكامل ما بين الاتحاد الروسي وأوسيتا الجنوبية. سوف يترتب على أوسيتا الجنوبية الانضمام إلى الاتحاد الروسي في حال انضمامها إلى الاتحاد الأوراسي.

دعيت طاجيكستان رسميًا للانضمام إلى الاتحاد بعدما أبدت البلاد رغبتها في الانتساب إليه. واعتُرف بها باعتبارها مرشحًا محتملًا إذ أن مفاوضات العضوية كانت جارية على قدمٍ وساق. بذلت جهود إضافية من أجل دمج طاجيكستان ضمن الاتحاد في عام 2015.
«استغرق أوروبا 40 عامًا للانتقال من المجموعة الأوروبية للفحم والصلب إلى الاتحاد الأوروبي بصورة كاملة. يمضي تأسيس الاتحاد الجمركي والفضاء الاقتصادي المشترك بوتيرة أسرع نظرًا لاستطاعتنا الاستفادة من تجربة الاتحاد الأوروبي وغيره من الروابط الإقليمية الأخرى. إذ نرى نقاط قوتهم ونقاط ضعفهم. يعد ذلك ميزتنا الواضحة في أنه يضعنا في موقعٍ أمكننا فيه تفادي ارتكاب الأخطاء أو الأخذ ببنى بيروقراطية فوقية لا ضرورة منها.»
— فلاديمر بوتين في مقالته بعنوان «مشروع تكامل جديد لأوراسيا: مستقبل طور التشكل» في صحيفة إزفيستيا بتاريخ 3 أكتوبر عام 2011.
كانت أوزبكستان مترددة حيال قرارها في الانضمام إلى الاتحاد الاقتصادي إذ أطلق المسؤولون الأوزبكيون ادعاءات متناقضة بشأن موضوع الاندماج. كانت البلاد تفضل في الأصل عدم مواصلة السير في منحى التكامل الاقتصادي والسياسي. صرح مسؤولون روس بأن اندماج البلاد سيكون بطيئًا وخلص المحللون إلى أن زيادة التأثير والتبادل التجاري بين روسيا وكل من قرغيزستان وطاجيكستان قد يكون من شأنه إقناع أوزبكستان في الانضمام مستقبلًا. بدأت أوزبكستان عملية اندماجها ضمن الاتحاد حين أعلنت روسيا عن شطبها 865 مليون دولار من الديون المستحقة على البلاد. انضمت أوزبكستان إلى منطقة التجارة الحرة الخاصة بكومنولث الدول المستقلة في عام 2014 مما مكنها من التبادل التجاري الحر مع الدول الأعضاء في الاتحاد. بحسب ما ذكرته بعض المصادر فإن أوزبكستان لا تنوي أن تصبح عضوًا كاملًا في الاتحاد نظرًا لحياد البلاد المنصوص عليه في تشريعات الدولة. أعلنت أوزبكستان في شهر مارس من عام 2020 عن رغبتها في الحصول صفة مراقب في الاتحاد.
عرض كل من الاتحاد الأوروبي والاتحاد الاقتصادي الأوراسي على مولدوفا وأوكرانيا وجورجيا الانضمام إليهما. وقعت البلدان الثلاثة على اتفاقات شراكة مع الاتحاد الأوروبي يوم 21 مارس عام 2014. في حين أعربت المناطق الانفصالية في كل من مولدوفا (ترانسنيستريا) وأوكرانيا (دونيتسك ولوهانسك) وجورجيا (أوسيتيا الجنوبية وأبخازيا) عن رغبتها في الانضمام إلى الاتحاد الجمركي الأوراسي والاندماج ضمن الاتحاد الاقتصادي الأوراسي. تستثني اتفاقات الشراكة مع الاتحاد الأوروبي الدول الحاصلة على صفة مراقب في الاتحاد الاقتصادي الأوراسي. أصبحت مولدوفا أول دولة تحمل صفة مراقب في الاتحاد وتشارك في منتديات الاتحاد اعتبارًا من عام 2017.
قدمت أوكرانيا طلبًا للمشاركة في الاتحاد الاقتصادي الأوراسي بصفة مراقب في شهر أغسطس من عام 2013. كان قرار فيكتور يانوكوفيتش القاضي بالتخلي عن اتفاق الشراكة الذي وقعته البلاد مع الاتحاد الأوروبي والسعي للاندماج حصرًا مع الاتحاد الأوراسي عاملًا رئيسيًا في إشعال شرارة احتجاجات الميدان الأوروبي التي انهت ولايته رئيسًا لأوكرانيا وقادت إلى ضم روسيا للقرم. اعتبر بعض المحللين عضوية البلاد في الاتحاد المفتاح الرئيسي في نجاحه نظرًا لامتلاك أوكرانيا لثاني أكبر اقتصاد بين الجمهوريات السوفيتية السابقة الخمسة عشر. قررت أوكرانيا الاتجاه نحو الاندماج مع الاتحاد الأوروبي في ضوء تصاعد حدة التوترات مع روسيا على خلفية الأزمة الحاصلة.
تلقت تركيا دعوة للانضمام إلى الاتحاد من قبل الرئيس الكازاخستاني نور سلطان نزارباييف في 6 يونيو عام 2014، ولكن البلاد تفضل الانضمام إلى الاتحاد الأوروبي.
قال رئيس وزراء جورجيا بدزينا إفنشفلي في شهر سبتمبر من عام 2013 بأن بلاده كانت في قيد دراسة إمكانية الانتساب إلى الاتحاد، وذلك رغم أن إفنشفلي أوضح لاحقًا بأن إستراتيجية جورجيا الرئيسية ما زالت تتمثل في تحقيقها للاندماج مع الاتحاد الأوروبي. جاء رئيس الوزراء الروسي دميتري ميدفيديف على ذكر جورجيا في تصريحات أدلى بها في شهر أغسطس عام 2013 باعتبارها عضوًا محتملًا في الاتحاد.